# Let's Rhumba
Let's Rhumba era un programa de televisión estadounidense, emitido por la cadena NBC desde 1946 hasta 1947. Cada episodio de 15 minutos era presentado por D'Avalos. Poco se sabe acerca de este programa, aparte de que en él se presentaban clases de baile.

## Estado de los episodios
No existen grabaciones de episodios de este programa, debido a la falta de una política de archivos por parte de NBC en aquella época.